# Tanaophysopsis xanthyalinalis
Tanaophysopsis xanthyalinalis är en fjärilsart som beskrevs av George Francis Hampson 1918. Tanaophysopsis xanthyalinalis ingår i släktet Tanaophysopsis och familjen Crambidae. Inga underarter finns listade i Catalogue of Life.